# Incoronazione di Nicola II

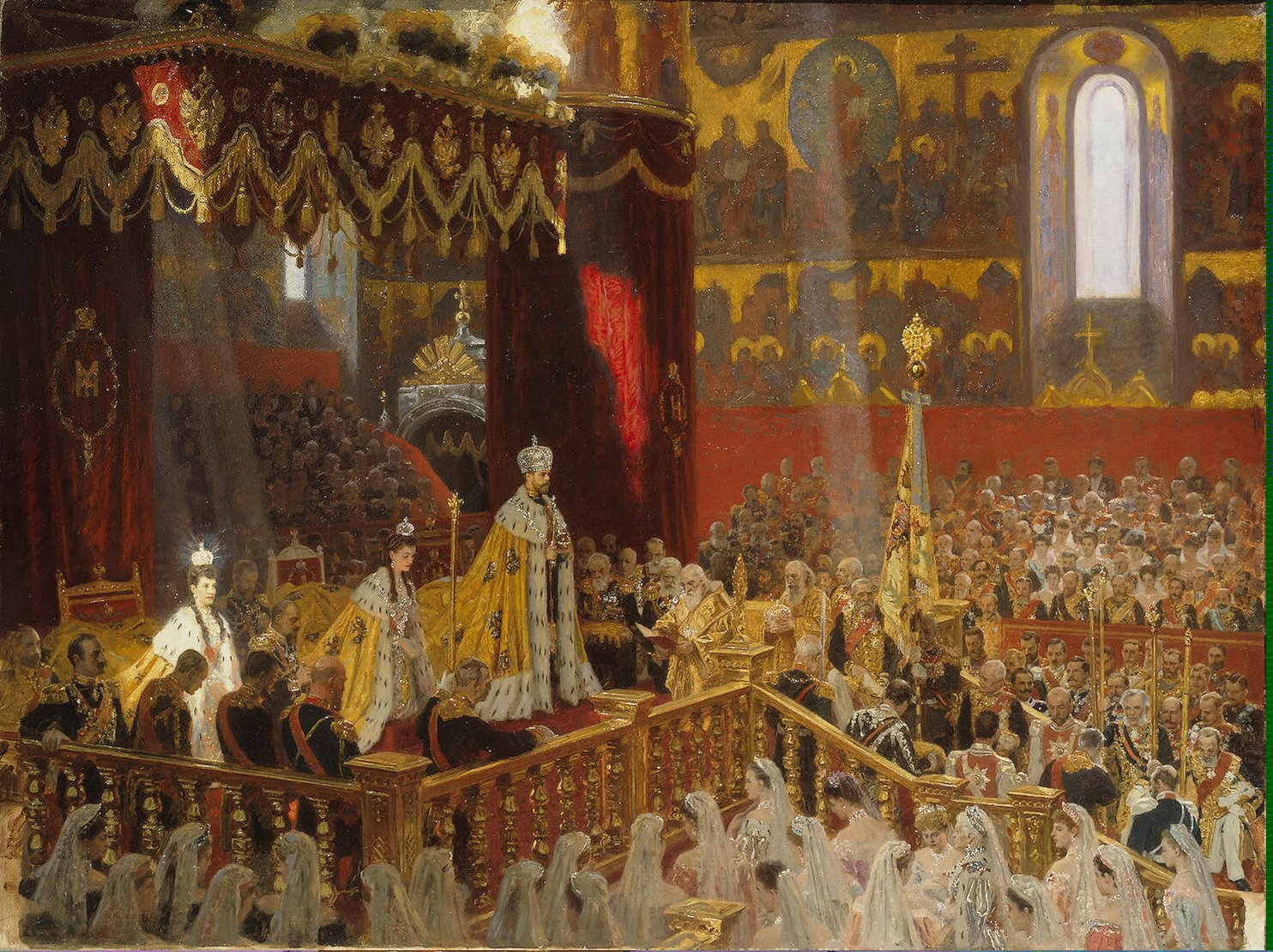
L'incoronazione dello zar Nicola II nella Cattedrale della Dormizione al Cremlino di Mosca il 14 (26) maggio 1896 in un dipinto realizzato da Laurits Tuxen.

La cerimonia dell’incoronazione dello zar Nicola II e dell'imperatrice Aleksandra Fëdorovna Romanova fu l'ultima incoronazione di uno zar russo e di sua moglie tenutasi nell'Impero russo. La cerimonia avvenne martedì 26 maggio 1896 (o il 14 maggio, secondo il calendario giuliano) presso la Cattedrale della Dormizione del Cremlino a Mosca. L'evento, il primo di quel genere ad avere rilevanza internazionale nella Russia dell'epoca, è ancora considerato uno degli ultimi grandi eventi dell'Ottocento nonché una delle ultime fastose cerimonie d'incoronazione della storia.

## La preparazione dell'incoronazione

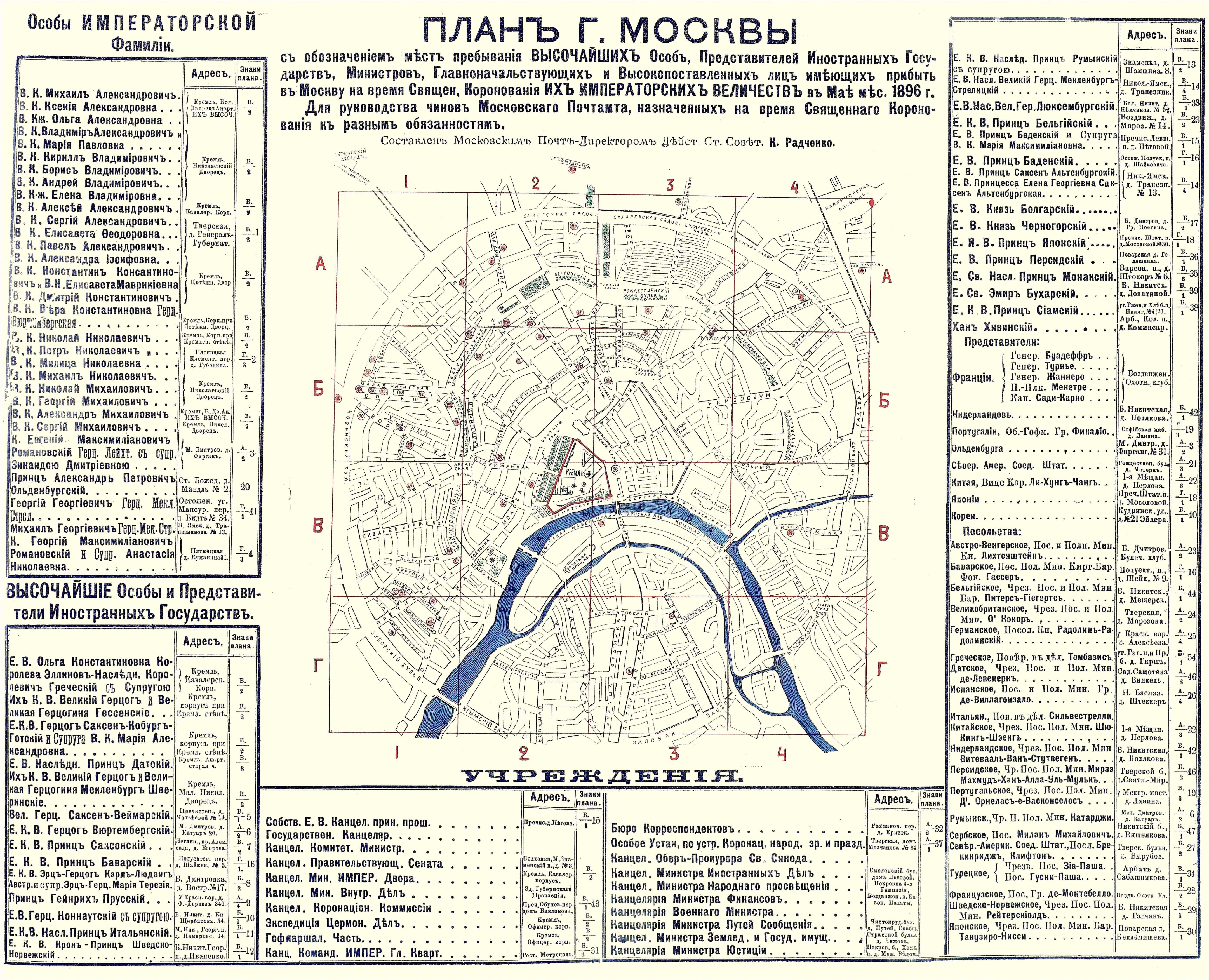
Mappa della città di Mosca con tutti i luoghi di residenza degli ambasciatori e degli invitati di spicco alla cerimonia dell'incoronazione di Nicola II nel 1896

Il 1º (13) gennaio 1896 venne affisso per le vie di Mosca un grande manifesto indicante "La prossima Santa Incoronazione delle Loro Maestà Imperiali", prevista per il mese di maggio di quello stesso anno. La responsabilità per la preparazione della cerimonia come di consueto in tutti i grandi eventi di stato venne affidata al Ministero della Corte Imperiale il quale stabilì la costituzione di una Commissione per l'Incoronazione.
La periodizzazione dell'incoronazione, oltre al giorno della fisica intronizzazione del sovrano, prevedeva festeggiamenti ogni giorno dal 6 al 26 maggio del 1896, comprendendo il 25 maggio dove si sarebbe celebrato il compleanno della zarina Alessandra Feodorovna. Il 26 maggio sarebbe inoltre stato necessario pubblicare un altro grande manifesto coi ringraziamenti dello zar ai residenti di Mosca per il sostegno che sicuramente gli avrebbero tributato.
Venne stabilito che tutti gli invitati alla cerimonia dovessero essere presenti a Mosca non oltre il 5 maggio 1896 per disporre di una migliore organizzazione dell'evento, a partire dalla venuta della coppia imperiale nella capitale che era programmata per il 9 maggio. Secondo il cerimoniale, l'ingresso solenne dello zar avvenne partendo da Palazzo Petrovskij a San Pietroburgo, proseguendo per l'autostrada e poi verso via Tverskaya sino a Mosca.
Ministro della Corte era all'epoca il conte Illarion Ivanovič Voroncov-Daškov, mentre il titolo di maresciallo supremo era rivestito dal conte Constantin Ivanovitch Pahlen, mentre l'incarico di Supremo Maestro delle Cerimonie spettava al principe Aleksandr Sergeevič Dolgorukov. Per la parata dell'incoronazione vennero impiegati 82 battaglioni dell'esercito, divisi in 36 squadroni e 28 batterie, in gran parte sottoposte al comando del granduca Vladimir Aleksandrovič Romanov col suo staff di Stato Maggiore, capeggiato dal tenente generale Nikolaj Ivanovič Bobrikov. Il granduca Vladimir giunse con i battaglioni a Mosca il 3 maggio.
Nell'aprile del 1896 da San Pietroburgo a Mosca erano intanto già stati trasportati più di 8.000 chili tra posate, bicchieri, piatti e servizi da tavola, alcuni addirittura in oro ed argento (per un totale di 1.500 chili di materiale prezioso). Il Cremlino venne attrezzato con una stazione telegrafica speciale a 150 cavi per collegare tutte le case dove erano alloggiati gli ambasciatori straordinari convenuti a Mosca per l'evento.
Il 6 maggio (compleanno di Nicola II) lo zar e la zarina giunsero alla stazione ferroviaria di Smolensk a Mosca, dove vennero accolti dagli altri membri della famiglia reale già in loco, da dignitari e da funzionari dell'impero oltre che da una folla sterminata di persone. Il governatore generale di Mosca, zio dello zar, il granduca Sergej Aleksandrovič, che aveva sposato la sorella della zarina, la granduchessa Elisabetta Fëdorovna, giunse insieme alla coppia che aveva accompagnato.

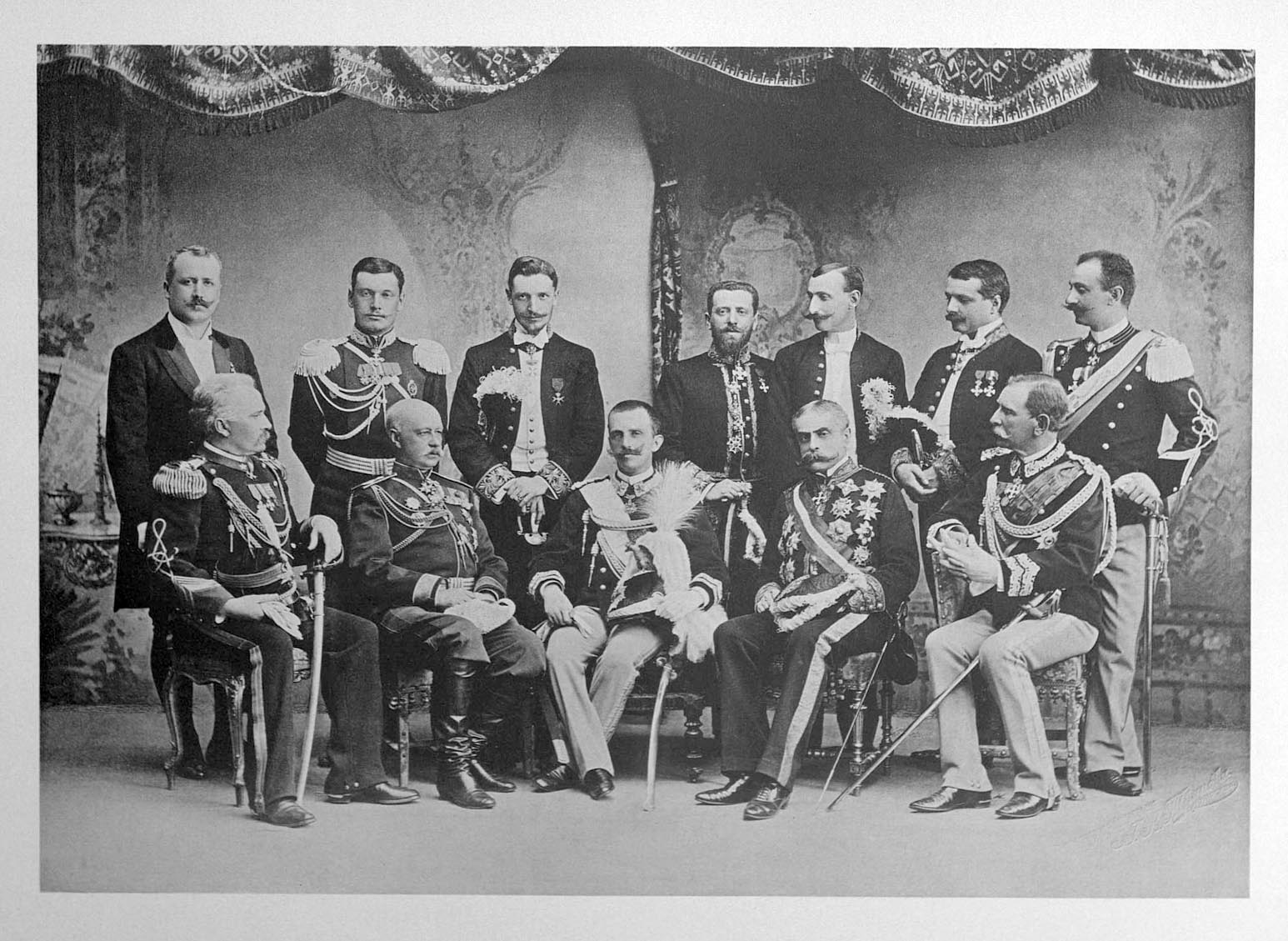
L'ambasceria italiana all'incoronazione dello zar Nicola II di Russia nel 1896. Al centro il principe di Napoli, futuro Vittorio Emanuele III.

Il 7 maggio la coppia imperiale ricevette presso il palazzo imperiale l'emiro di Bukhara, Abd al-Ahad Khan ed il suo primogenito ed erede, il principe Mohammed. Poco dopo ricevette anche l'ambasceria del Regno d'Italia, capeggiata da Vittorio Emanuele, principe di Napoli.
L'8 maggio giunse presso la stazione di Smolensk l'imperatrice madre Maria Fëdorovna, accolta dalla coppia imperiale e da una nuova folla di persone. La sera stessa, davanti a Palazzo Petrovskij, si tenne un concerto con un'orchestra e coro di un totale di 1.200 elementi, fra i quali il coro dell'Opera russa, studenti del Conservatorio di Mosca e altri.
Il 9 maggio lo zar fece il proprio ingresso solenne in città accompagnato da un plotone di gendarmi, dalle guardie imperiali, dai dignitari e seguito dalle guardie a cavallo, dalla scorta personale dello zar, da un centinaio di cosacchi e altri.
Il giorno dell'incoronazione, a San Pietroburgo in tutte le chiese venne officiata la liturgia di ringraziamento col canto del Te Deum.
Il giorno prima della cerimonia ufficiale lo zar scriveva nel suo diario personale:
Ci siamo svegliati con un tempo meraviglioso. Purtroppo non ho avuto il tempo di camminare a causa delle molte visite istituzionali. Sono andato a Messa alle ore 11. Ho pranzato con mamma. Abbiamo camminato con lei. Mi è molto spiaciuto dover lasciare Alessandra proprio nel periodo in cui il tempo dell'estate si fa avanti e le foglie incominciano a svilupparsi così rapidamente. Alle 15.30 sono dovuto andare a Mosca al Cremlino, prendendo visione delle formazioni dell'esercito per il giorno di domani. Alle 19 mi sono recato col resto della famiglia alla messa serale in onore del Salvatore. Abbiamo cenato alle 20.30 con mamma. Mi sono confessato in camera da letto.

Che Dio misericordioso ci aiuti, ma sicuramente Egli ci rafforzerà e non mancherà di benedire il nostro domani con pace e lavoro!!! *»

## L'incoronazione ed il cerimoniale

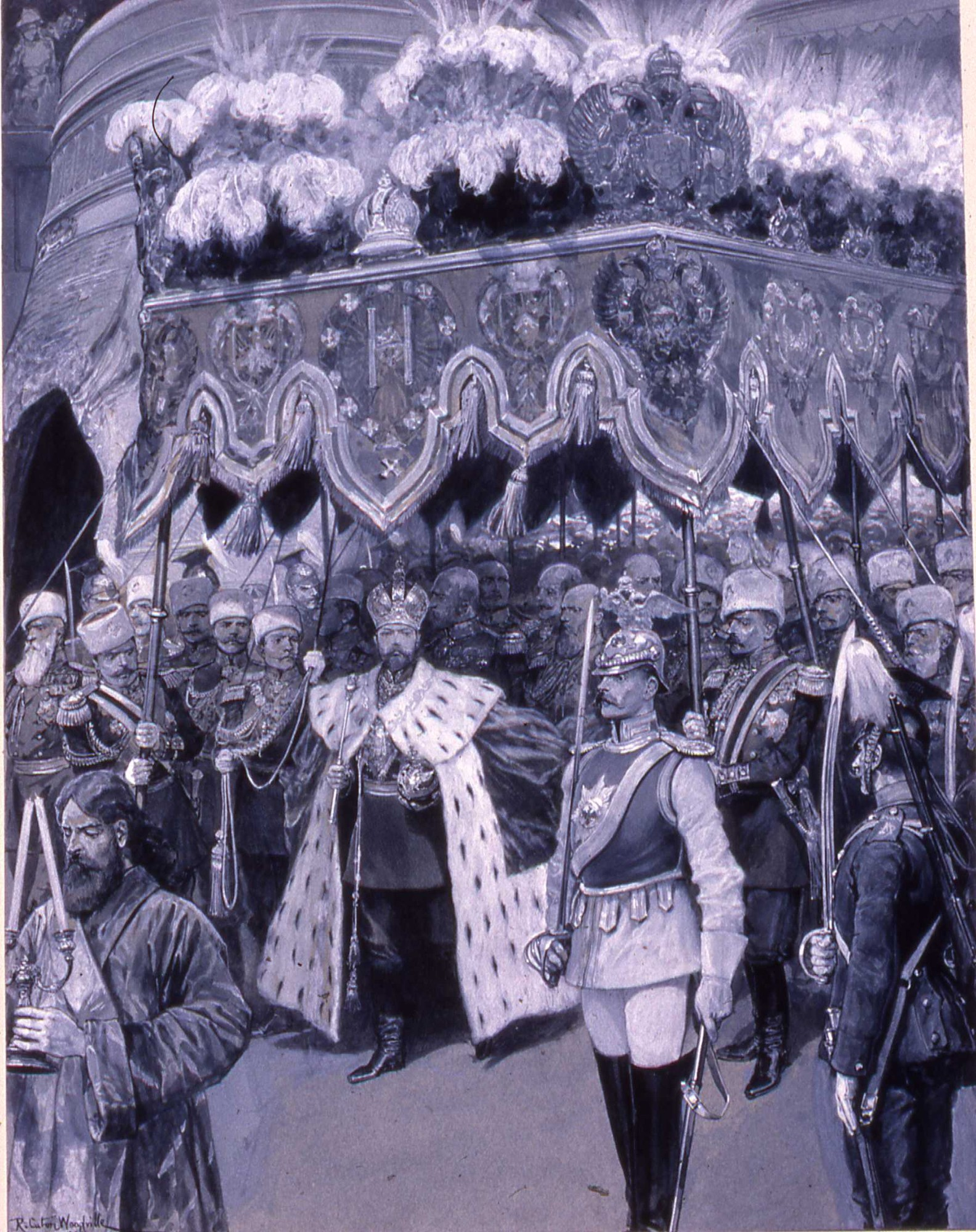
La processione dell'incoronazione di Nicola II

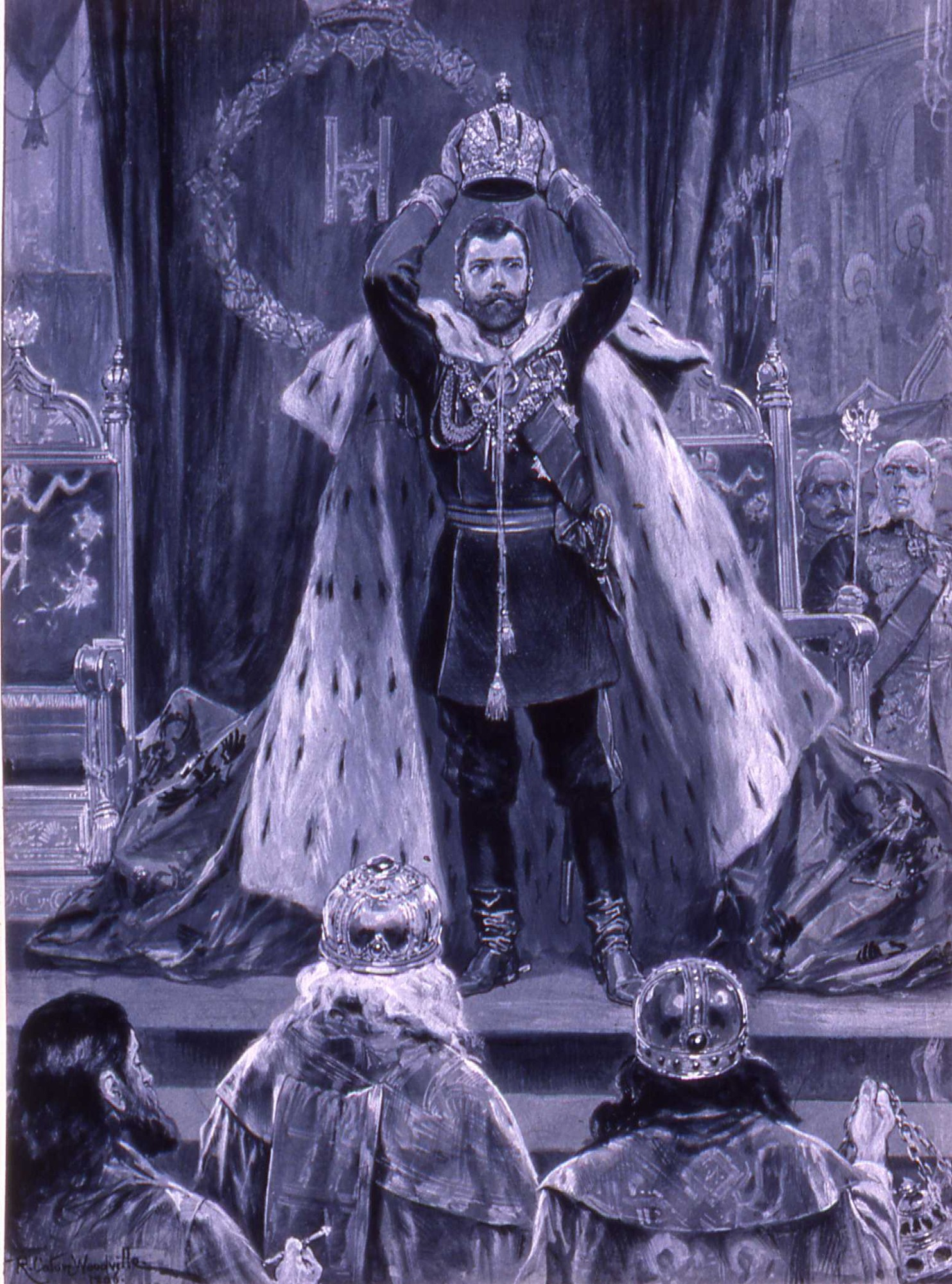
Lo zar Nicola II si pone sul capo la corona imperiale

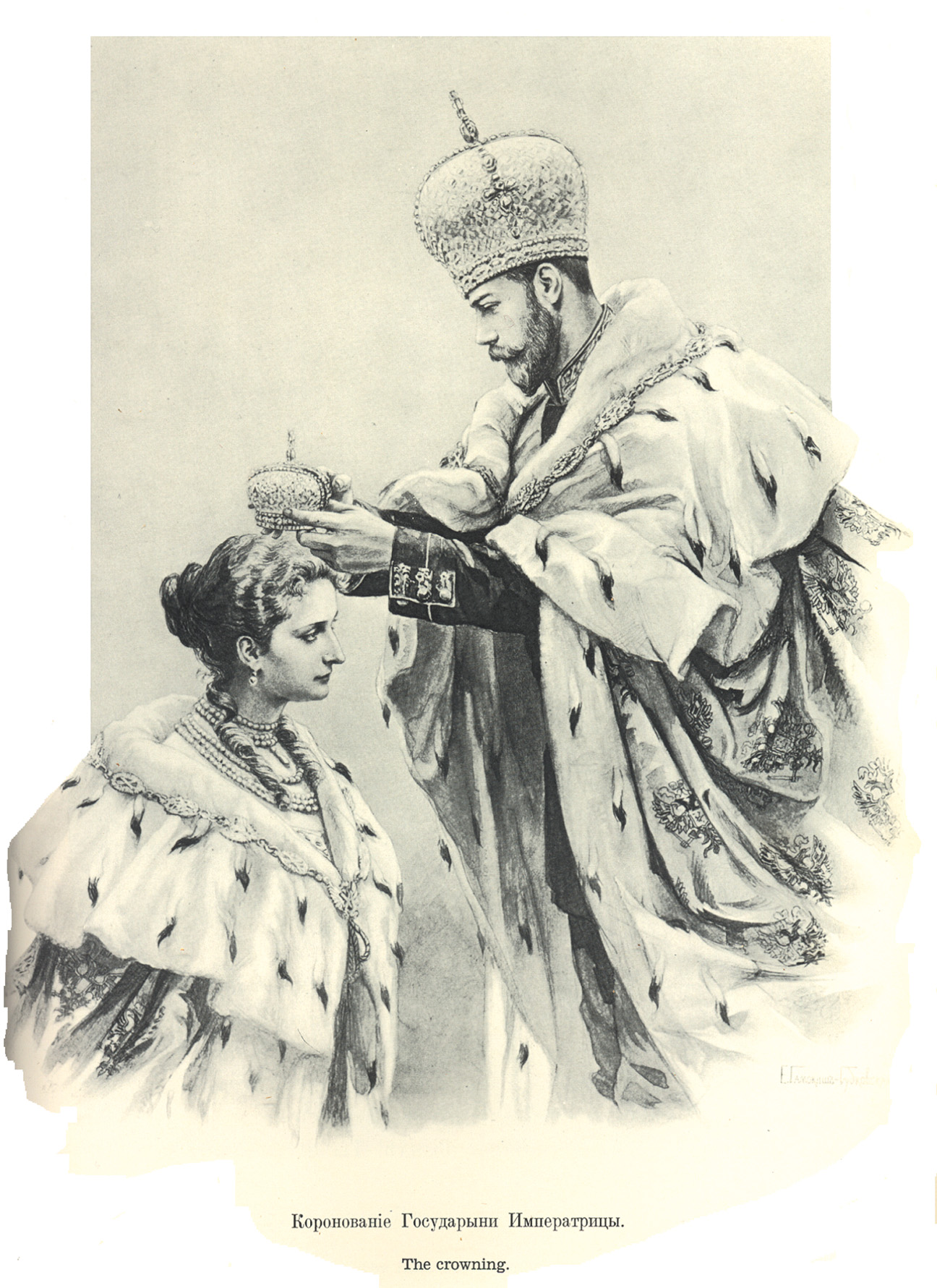
Lo zar Nicola II incorona la moglie, la zarina Alessandra Feodorovna

I sacri riti per l'incoronazione del nuovo zar ebbero inizio alle 10 del mattino su una speciale piattaforma sopraelevata appositamente eretta all'interno della cattedrale cittadina. Prima dell'inizio della cerimonia, il futuro zar venne fatto accomodare sul trono dello zar Michele I, mentre l'imperatrice madre Maria Fëdorovna su quello dello zar Alessio e l'imperatrice Aleksandra Fëdorovna su quello di Giovanni III.
Le precedenti incoronazioni si erano svolte quasi tutte nella capitale dall'epoca dei primi zar, per mano del locale metropolita, ma per ribadire la centralità del suo ruolo come monarca di tutte le Russie, il nuovo zar aveva voluto che le celebrazioni si tenessero nella capitale ma con la concelebrazione dell'arcivescovo metropolita di Mosca, Sergej, e di quello di Kiev, Ioannikij. Dopo l'autoincoronazione del nuovo sovrano con la Corona imperiale di Russia col ruolo di autocrate di tutte le Russie, egli stesso procedette all'incoronazione per sua mano della moglie al titolo di zarina.
Al termine della complessa liturgia ortodossa, il nuovo zar venne unto con la moglie con il sacro crisma, officiando sull'altare la sacra mensa.
Al termine della cerimonia in chiesa, l'incoronazione venne seguita da un fastoso banchetto che si tenne al Cremlino dove oltre alle personalità del governo russo e della città, vennero invitate personalità estere. Il 15 maggio dalle 10:30 lo zar ricevette ufficialmente gli ambasciatori esteri convenuti nella capitale russa per l'occasione. Dalle 11:30 alle 15:00 di quello stesso giorno, lo zar ricevette nella Sala del Trono tutti i deputati convenuti da tutta la Russia.

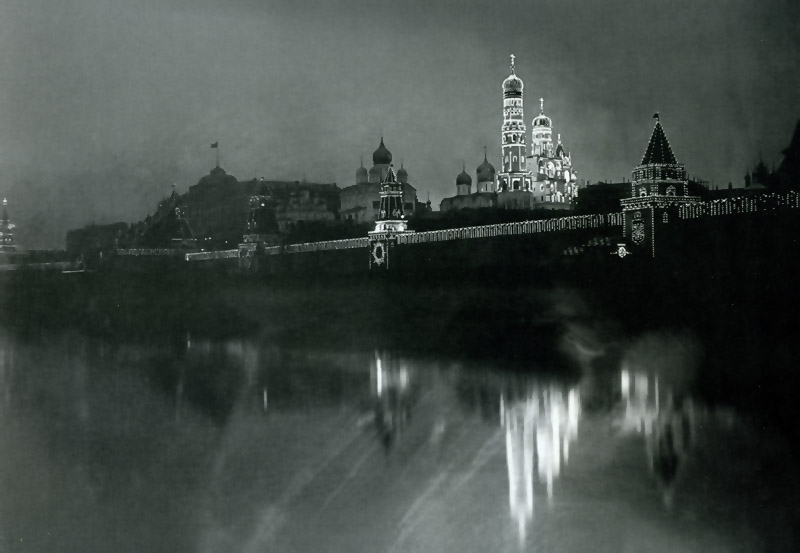
L'illuminazione elettrica del Cremlino in occasione dell'incoronazione di Nicola II

Finalmente per me, per Alice e per mamma è arrivato il giorno più grande e solenne ma anche il più difficile. Dalle 8 del mattino non sono riuscito a chiudere occhio e sono rimasto in piedi mentre la nostra processione ha iniziato a muovere i primi passi solo alle 10:30. Il tempo per fortuna è stato meraviglioso e la Scalinata Rossa aveva un aspetto radioso. Tutto quanto è accaduto oggi nella Cattedrale dell'Assunzione, anche se sembra un vero e proprio sogno, non potrò mai dimenticarlo per il resto della mia vita !!! Passando alla seconda metà della giornata, alle 3 di pomeriggio dopo la fine del cerimoniale siamo andati a pranzo. Alle 4 di pomeriggio tutto era terminato in maniera abbastanza spiccia, con l'anima piena di gratitudine verso Dio e posso dire di sentirmi tutto sommato riposato. Abbiamo cenato con mamma che per fortuna ha resistito perfettamente a tutto questo lungo calvario. Alle 21:00 ci siamo recati sul balcone superiore ed è stata accesa l'illuminazione elettrica sulle torri e sulle mura del Cremlino. Siamo andati a letto presto.»
Il 26 maggio venne ufficialmente istituita la Medaglia dell'incoronazione di Nicola II, distribuita alle personalità civili e militari intervenute alla cerimonia. La Maison Fabergé fabbricò per l'occasione l'Uovo dell'incoronazione, del valore di oltre 6.000 rubli, che venne portato in dono alla zarina dal marito.

## I tragici festeggiamenti

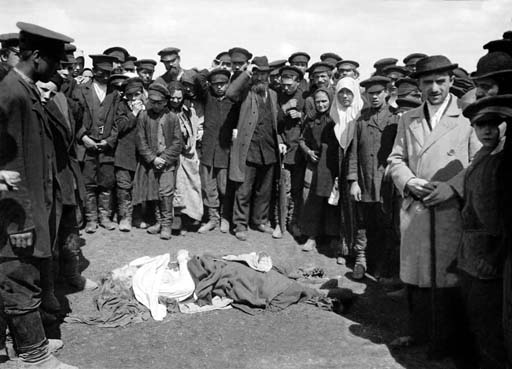
Le vittime della Tragedia di Chodynka.

Nel complesso dei festeggiamenti susseguitisi all'incoronazione ufficiale di Nicola II e dopo la conclusione del periodo cerimoniale terminato il 26 maggio, il 30 maggio venne invece allestito un grande banchetto dedicato esclusivamente al popolo. Le celebrazioni si svolsero nei pressi dei campi di Chodynka, appena fuori città. All'interno di una piazza vennero costruiti diversi teatri, 150 buffet per la distribuzione di cibo e doni e 20 spacci pubblici di bevande. Vicino al luogo della celebrazione si trovava un campo con al proprio interno un burrone e numerosi fossi. La sera del 29 maggio circolò tra il popolo una voce che assicurava che il giorno seguente lo zar avrebbe provveduto a far distribuire ricchi doni (i quali, in realtà, consistevano in una pagnotta, un poco di salame, pan di zenzero e una tazza di birra). A quella notizia un gran numero di persone incominciò a riunirsi in loco.
Intorno alle 5 di mattina del giorno successivo alcune migliaia di persone (alcuni ritengono 500.000) erano già radunate all'interno del campo. Improvvisamente circolò tra il popolo una voce che sosteneva che non c'era abbastanza birra o regali per tutti, creando in tal modo le premesse per la tragedia. Una forza di polizia composta da 1 800 uomini non riuscì a mantenere l'ordine pubblico e a sfollare quanti si erano radunati. L'ondata di panico che si verificò non durò più di quindici minuti nei quali 1 389 persone furono calpestate a morte e all'incirca 1 300 furono ferite.
Questo fatto non venne sentito come un buon auspicio per il regno di Nicola II, conclusosi anch'esso con una tragedia, e lo stesso evento dei campi di Chodynka venne portato come argomento della sua causa di canonizzazione nella chiesa ortodossa nel 2000.

## Cinema
La cerimonia della processione dell'incoronazione di Nicola II fu uno dei primi grandi eventi ad essere registrato tramite una delle prime cineprese dal giornalista francese Camille Cerf e tale ripresa è ad oggi uno dei pochi documenti fotografici dell'evento.